# Euphaedra fucora
Euphaedra fucora är en fjärilsart som beskrevs av Jacques Hecq 1979. Euphaedra fucora ingår i släktet Euphaedra och familjen praktfjärilar. Inga underarter finns listade i Catalogue of Life.